# 2017年の中華人民共和国
2017年の中華人民共和国 （2017ねんのちゅうかじんみんきょうわこく）では、2017年の中華人民共和国に関する出来事について記述する。

## 最高指導者等
- 中国共産党中央委員会総書記（最高指導者）
  - 第5代: 習近平 （2012年11月15日 - ）
- 国家主席
  - 第7代: 習近平 （2013年3月14日 - ）
- 国務院総理
  - 第7代: 李克強 （2013年3月15日 - ）
- 全人代常務委員会委員長
  - 第9代: 張徳江 （2013年3月14日 - 2018年3月17日）
- 全国政治協商会議主席
  - 第8代: 兪正声 （2013年3月11日 - 2018年3月14日）

## できごと

### 2月
- 2月25日 - 江西省のホテルで火災が発生し、10人死亡[1]。

### 3月
- 3月22日 - 河南省濮陽にある小学校で、トイレに大勢の児童が殺到し2人が死亡、20人余りが負傷した[2]。
- 3月26日 - 2017年香港特別行政区行政長官選挙（中国語版、英語版）が行われ、林鄭月娥が当選[3]。

### 4月
- 4月6日
  - 香港で2階建ての路面バス（トラム）が横転し、14人が負傷[4]。
  - ドナルド・トランプ米大統領と習近平国家主席（党総書記）による米中首脳会談が開催[5]。
- 4月15日 - 無錫にて開催されたアジア卓球選手権女子シングルで、平野美宇が日本人としては21年ぶりに優勝[6]。

### 5月
- 5月9日 - 山東省で、スクールバスがトンネル内で衝突事故を起こして炎上し、主に韓国人の子どもたちが通う幼稚園の園児10人を含む12人が死亡[7]。
- 5月22日 - 山東省と海南省で今年3月、合わせて6人の日本人が当局に拘束されていたことが判明[8]。
- 5月23日 - 河北省の高速道路のトンネルでタンクローリーが接触事故を起こして爆発し、12人が死亡[9]。
- 5月27日 - 浙江省烏鎮で23日から行われていたコンピュータ囲碁プログラム「AlphaGo」と中国の棋士、柯潔との三番勝負で、AlphaGoが3戦全勝した[10]。

### 6月
- 6月15日 - 江蘇省徐州市豊県の幼稚園前で爆発事件。8人が死亡、65人が負傷。地元警察当局は16日、同市に住む男が手製爆弾で自爆したものと発表[11]。
- 6月24日 - 四川省茂県で大規模な土砂崩れによる土石流が発生。25日の時点で死者10人、行方不明者93人と発表[12]。
- 6月26日 - 劉暁波が肝臓癌の治療のため、服役中の刑務所から仮釈放される[13]。
- 6月28日
  - 中国全国人民代表大会常務委員会は27日、情報機関の活動を強化する「国家情報法」を採択、可決し、この日に施行[14]。
  - 香港コンベンション・アンド・エキシビション・センター前にて、羅冠聡、梁国雄立法会議員や2014年香港反政府デモ指導者の1人、黄之鋒ら約30人が行政長官や立法会の普通選挙実施、劉暁波の釈放などを求めて座り込みを行い、逮捕された[15]。
- 6月30日 - 中国当局は、ネット上の動画内容に関する新たな規制を施行[16]。

### 7月
- 7月1日 - 前日に香港に入った習近平総書記が返還20周年および林鄭月娥新行政長官就任の記念式典に出席。演説で、「中央の権力と香港基本法の権威に対する挑戦は決して許さない」と急進独立派を強く牽制。一方、民主派も大規模デモを展開した[17][18]。
- 7月2日 - 海南省の発射場で行われた長征5号遥2の打ち上げが失敗[19]。
- 7月3日 - 中国当局、福建省で活動していた振り込め詐欺グループの日本人男女35人を拘束[20]。
- 7月4日 - 吉林省松原市で、道路に埋設されたガス管の修理中に爆発事故。5人が死亡、89人が負傷[21]。
- 7月5日 - 広東省恵州市の高速道路でバスが横転し、少なくとも19人が死亡[22]。
- 7月7日 - 空母の遼寧が香港に初めて寄港[23]。
- 7月10日 - 湖南省で先月から続く豪雨による洪水や土砂崩れで、少なくとも63人が死亡、住民160万人が避難状態であると発表[24]。
- 7月13日 - 2010年に獄中でノーベル平和賞を受賞し、中国の民主化運動の象徴的存在だった人権活動家の劉暁波が遼寧省瀋陽の病院で死去した[25]。その後これに関するインターネット上のあらゆる書き込みを中国当局は徹底的に削除[26]。
- 7月14日 - 香港高等法院は議員就任宣誓に不誠実な対応を取ったとして、急進民主派の劉小麗（中国語版）、姚松炎（中国語版）、羅冠聡、梁国雄の4議員の議員資格を剥奪[27]。
- 7月16日 - 江蘇省常熟市虞山鎮（中国語版）の飲食店従業員宿舎で放火事件。22人が死亡、3人が負傷。住人の1人が外から全ての扉に施錠して封鎖し、ガソリンで放火したものとして身柄を拘束[28]。
- 7月17日 - 吉林省で11日から続く大雨による洪水などの被害で、これまでに18人が死亡、11万人が避難を余儀なくされている[29]。
- 7月18日 - 江西省南昌市で路線バスが走行中に炎上。1人が死亡[30]。
- 7月21日 - 浙江省杭州市西湖区にある繁華街の飲食店で、ガスボンベの爆発事故。2人が死亡、55人が負傷[31]。
- 7月24日 - 中国共産党中央規律検査委員会は、重大な規律違反をしたとして孫政才・前重慶市党委員会書記に対する調査を行うと発表[32]。
- 7月25日 - 陝西省楡林市清澗県から綏徳県にかけて集中豪雨に見舞われ、28日には綏徳県で洪水が発生。約10万5千人が被災した[33]。
- 7月26日 - 北京で慈善団体を称する「善心匯」メンバーが2013年5月にネズミ講の容疑で逮捕された（善心匯公司事件（中国語版））同団体代表らの釈放を求めて24日に起こした抗議集会を受けて、北京市公安局は67人を拘束したと発表[34]。
- 7月27日 - 劉暁波の初七日に追悼集会を行ったとして、広東省の民主活動家ら少なくとも5人が拘束[35]。
- 7月29日 - 中国企業がスリランカのハンバントタ港の99年間の運営権を11億ドルで獲得[36]。

### 8月
- 8月4日
  - 中国外交部、武大偉朝鮮半島問題特別代表及び6カ国協議議長が引退し、後任に孔鉉佑外務次官補が就任[37]。
  - 河南省洛陽市中級人民法院、2004年から16年にかけて1億4600万元（約24億円）余りの収賄罪に問われた元吉林省、遼寧省委書記、王珉に無期懲役の判決を言い渡した[38]。
- 8月6日 - 中国とASEANとの外相会議で、南シナ海での紛争防止に向けた「行動規範」の枠組みが承認されたが、法的拘束力が盛り込れず、紛争解決の手段ではないとしている[39]。
- 8月8日
  - 四川省涼山イ族自治州の村落で局地的な豪雨により土石流が発生して24人が死亡、4人が負傷し、1人が行方不明。家屋71戸が破壊[40]。
  - 四川省アバ・チベット族チャン族自治州九寨溝県でマグニチュード6.5の地震が発生。9日の時点で死者19人、負傷者247人。震源地は観光地として名高い世界遺産・九寨溝のある地域で、観光客にも被害が出ている[41]。
- 8月9日 - 遼寧省と河北省で約1億6千年前、（ジュラ紀後期）の地層から発掘された2種の哺乳類、Maiopatagium furculiferum（英語版）とVilevolodon diplomylos（英語版）の化石が、前肢と後肢の間に皮膜がある初期哺乳類の中でも最古の滑空動物であることが判明。ネイチャーで発表[42]。
- 8月10日
  - 陝西省安康市の高速道路にて、長距離バスがトンネルの壁に激突する事故。36人が死亡、13人が負傷[43]。
  - 香港、民主党の林子健（中国語版）議員が何者かに監禁され、暴行を受けた。同氏の証言では、4〜5人の実行犯は広東語ではなく、普通話を用いていた。同氏はリオネル・メッシから劉暁波に贈られたサイン入り写真を預かっており、劉氏夫人に渡す意向を示していた[44]。
- 8月15日
  - 人権派弁護士の高智晟が13日から行方不明であることが発覚[45]。
  - 香港当局、10日に何者かに暴行を受けた林子健議員を「警察を欺いた」として逮捕[46]。
- 8月17日 - 香港裁判所、2014年香港反政府デモの学生運動団体リーダーだった羅冠聡、周永康、黄之鋒の3人に対する控訴審で、一審の執行猶予付き禁錮刑や社会奉仕活動を言い渡した判決を破棄し、禁錮6〜8ヶ月の実刑判決を言い渡した。3人は即日収監[47]。
- 8月23日 - 台風13号が広東省珠海市に上陸。隣接するマカオと合わせて16人が死亡[48]。
- 8月25日 - 香港終審法院、立法会での就任宣誓を巡る司法審査で、規定通り宣誓を行わなかったとして議員資格剥奪処分を処した青年新政の梁頌恆、游蕙禎両氏の上告を棄却。両氏の議員資格剥奪が確定した[49]。
- 8月28日 - 貴州省畢節市で土砂崩れが村を襲い、29日までに15人が死亡、8人が負傷[50]。
- 8月30日 - 房峰輝人民解放軍前総参謀長と張陽人民解放軍総政治部前主任を規律違反の容疑で拘束。房氏は26日に国防部によって総参謀長を更迭され、李作成が就任している[51]。

### 9月
- 9月1日 - 全国人民代表大会常務委員会で、国歌「義勇軍進行曲」の尊重を求める国歌法が可決、成立。国歌の替え歌など国歌への侮辱行為を行なった者に対して警告または拘留することが可能となる[52]。
- 9月8日 - アメリカ在住の中国人富豪、郭文貴が6日に同国への亡命を申請していたことが判明。同氏は王岐山中央規律検査委員会書記の親族による不正蓄財疑惑を告発している反面、自身にも馬建（中国語版）前国家安全部副部長への贈賄の容疑で国際指名手配を受けている[53]。
- 9月12日 - P2P投資プラットフォーム、e租宝（中国語版）をめぐる詐欺事件で、同社幹部2人に終身刑判決。e租宝は2014年から15年にかけて90万人を超える出資者から76億ドル（約8300億円）をだまし取ったとされ、中国史上最大のねずみ講事件と称されていた[54]。
- 9月14日 - 国内最大のビットコイン取引所BTC チャイナが新規ユーザー登録を同日付で停止し、9月30日にすべての業務を停止することを発表[55]。
- 9月19日 - 今年5月に遼寧省で拘束されていた日本人男性を逮捕したことが判明。前日の地元紙・大連日報で日本人がスパイ容疑で逮捕されるという報道がされていた[56]。
- 9月25日
  - 河北省石家荘市の中級人民法院、収賄の容疑で起訴された黄興国前天津市市長に懲役12年、罰金300万元（約5100万円）の判決を下した[57]。
  - 国内で日本版および台湾版、香港版のヤフー検索機能を遮断[58]。
- 9月29日 - 中国共産党中央政治局、孫政才前重慶市党委員会書記の党籍を剥奪[59]。

### 10月
- 10月10日 - 今月に入って暴風雨が四川省、安徽省、河北省など広範囲な地域を襲い、これまでに23人が死亡、住宅5200戸以上が倒壊し、住民3万4000人近くが避難していると発表[60]。
- 10月13日
  - 軌道上実験モジュール天宮1号が制御不能となり、数ヶ月以内に地球に落下することが判明[61]。
  - 中国当局に3月に拘束された日本人男性6人のうち、未解放の2人が先月、正式に逮捕されていたことが判明[62]。
- 10月14日 - 11日から開催されていた第18期中国共産党中央委員会第7回総会で、習近平党総書記の政治理念を盛り込んだ党規約改正案を承認。また、孫政才、黄興国らに加え、呉愛英（中国語版）前司法部長、田修思（中国語版）元空軍政治委員、王建平（中国語版）副参謀長らが規律違反に問われ、党籍剥奪処分が発表[63][64]。
- 10月18日 - 中国共産党第十九回全国代表大会開幕。習近平党総書記は、2期目の就任演説で経済、軍事、政治改革、反腐敗などの分野での成果を強調し、「社会主義現代化強国」を実現すると宣言。会場には91歳になる江沢民、胡錦濤の元・前総書記の他、100歳となる宋平元政治局常務委員、88歳の李鵬、89歳の朱鎔基両元首相らも出席した。一方で、北朝鮮・朝鮮労働党が大会へ祝電を送ったが、前回大会と比べて分量が3分の1に縮小され、内容も強固な信頼関係を強調した前回の祝電とは打って変わって、定型的な祝辞のみであった[65][66][67]。
- 10月21日（現地日付） - ヒューストン・ロケッツの周琦がNBAデビュー。元ダラス・マーベリックスの易建聯以来5年ぶり7人目の中国人NBA選手が誕生[68]。
- 10月24日
  - 中国共産党第十九回全国代表大会閉幕。党規約の方針に「習近平の新時代の中国の特色ある社会主義思想」と名前を冠した表現で盛り込む修正案が承認。党代表による選挙で中央委員が選出。常務委員会には習近平、李克強が留任した他、栗戦書党共産党中央弁公庁主任、汪洋副首相、王滬寧中央政策研究室（中国語版）主任、趙楽際中央組織部部長、韓正上海市委員会書記が任命。王岐山ら前常務委員5人は退任[69][70]。
  - 香港、8月17日に逮捕、入監していた羅冠聡、黄之鋒両名が保釈[71]。
- 10月31日 - 中韓両政府、THAADミサイル配備で冷え込んでいた両国の関係改善に関する合意を得たと発表。この内、華春瑩報道官は韓国側が「THAADミサイルの追加配備排除」「アメリカのミサイル防衛(MD)への不参加」「韓米日安保協力を軍事同盟に発展させない」という3項目(3不政策)を表明したと発表[72][73]。

### 11月
- 11月1日 - 孔子平和賞にフン・センカンボジア首相が選ばれたことを発表[74]。
- 11月8日 - トランプ大統領、第3の訪問国である中国を訪問。故宮を借り切った夕食会を催し、翌9日も人民大会堂で歓迎式典を行うなど厚遇でもてなす姿勢をアピールした。首脳会談では、「解決策はまだあると信じている」と北朝鮮への圧力強化を求めるとともに、米中間貿易の是正するための具体策を要求した。対する習近平国家主席（党総書記）はエネルギーや航空機など、総額2535億ドル（約28兆8千億円）に上る巨大商談を展開した。[75][76]。
- 11月15日 - 安徽省阜陽市の高速道路で車両30台が巻き込まれる玉突き衝突事故。18人が死亡、21人が負傷。事件当日、阜陽市は重度の大気汚染警報を出しており、霧と汚染物質による視界不良が原因と思われる[77]。
- 11月18日
  - 北京市大興区西紅門地区（中国語版）にある下宿で火災。19人が死亡、8人が負傷。現場は衣類工場に隣接する出稼ぎ労働者向けの下宿群が立ち並んでおり、街の美化運動として立ち退きと解体を進めていた[78]。
  - チベット自治区ニンティ（林芝）市メンリン県でM6.9の地震が発生[79]。
- 11月26日 - 浙江省寧波市江北区で爆発事故。2人が死亡、19人が負傷。2人が行方不明。現場はかつて工業地帯だった空き地で、廃棄されていた浄水槽に溜まったガスが引火し爆発したものと思われる[80]。
- 11月28日
  - 湖南省岳陽市中級人民法院、同地に滞在中拘束された台湾人で元民主進歩党職員の李明哲（英語版）に対し、国家政権転覆罪で懲役5年の実刑判決を言い渡した。同氏は職員退職後、SNSを通して中国の人権活動を支援していた[81]。
  - 中国新華社通信、 張陽前人民解放軍政治工作部主任、中国共産党中央軍事委員会委員が23日に自殺したことを報道。同氏は反腐敗で失脚した徐才厚元同委員会副主席や郭伯雄元同委員会副主席との関係が取り沙汰されていた[82]。

### 12月
- 12月10日 - 四川省綿竹市九龍鎮（中国語版）にある九龍寺で火災。アジア一の高層木造建築物とされる16階建ての霊官楼が全焼した。霊官楼は明代の崇禎年間に建造されたもので、今回焼失した塔は四川大地震後に再建されたものである[83]。
- 12月13日 - 国賓として文在寅大韓民国大統領が訪中[84]。

## 死去
- 1月14日 - 周有光、言語学者（1906年 -）[85]
- 2月3日 - 秦華孫（中国語版）、外交官（1935年 -）[86]
- 2月11日 - 李成瑞（中国語版）、元国家統計局長（1922年 -）[87]
- 2月12日 - 任新民（中国語版、英語版）、ロケット技術者（1915年 -）[88]
- 3月11日 - 李昭、胡耀邦の妻（1921年 -）[89]
- 5月5日 - 布赫（中国語版、英語版）、政治家（1926年 -）[90]
- 5月7日 - 呉文俊、数学者（1919年 -）[91]
- 5月9日 - 銭其琛、政治家・外交官（1928年 -）[92]
- 5月12日 - 于素秋（中国語版、英語版）、女優（1930年 -）[93]